# 1867 w polityce

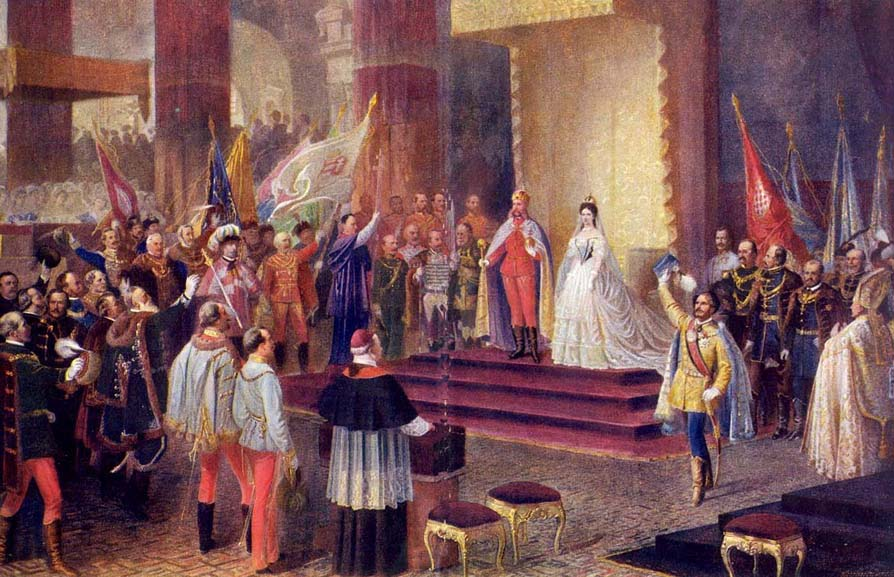
Koronacja cesarza Austrii Franciszka Józefa I na króla Węgier, od tej chwili władcy Austro-Węgier

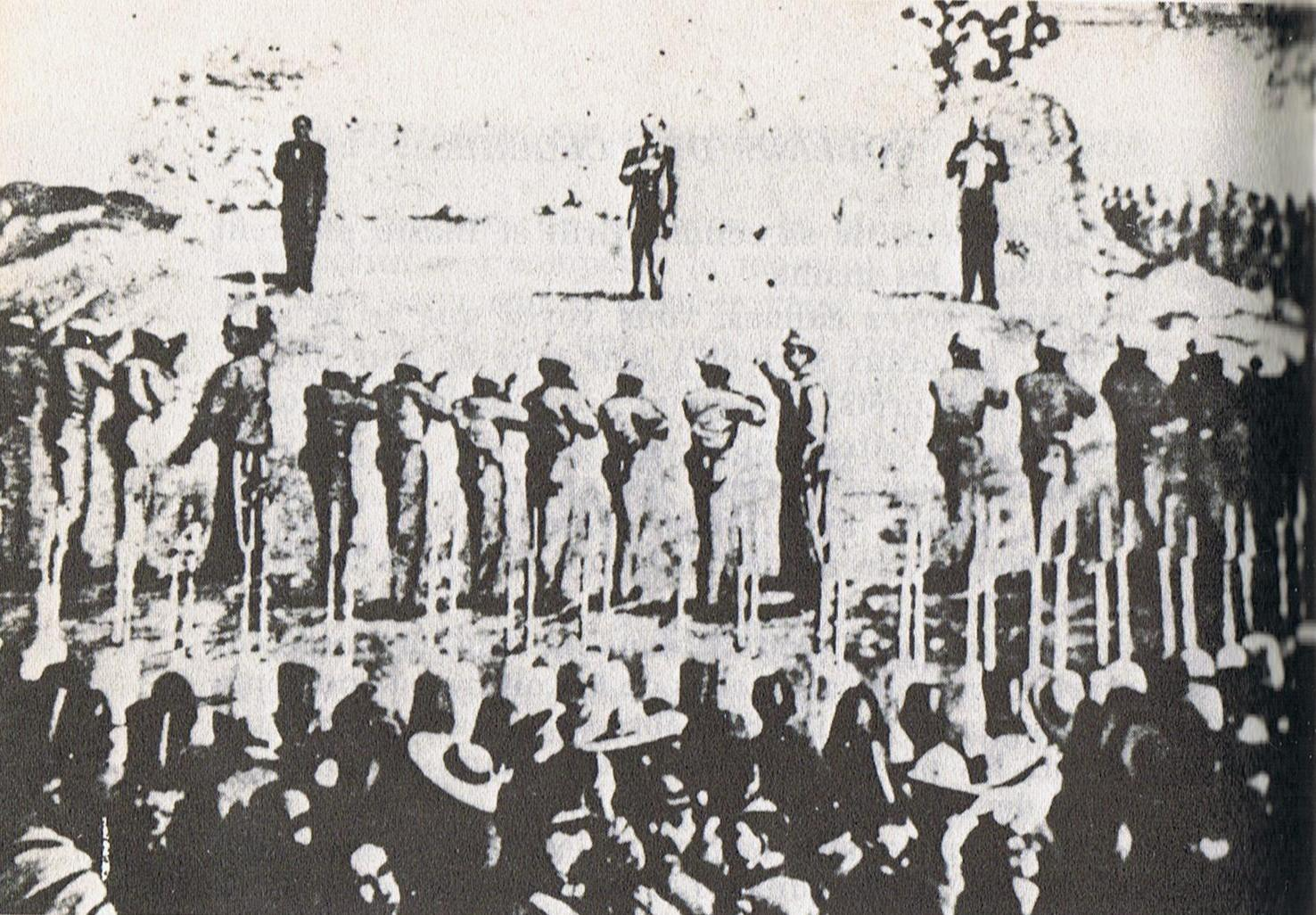
Egzekucja cesarza Maksymiliana I

Wydarzenia polityczne w 1867 roku.

## Wydarzenia
- Ugoda austriacko-węgierska. Utworzenie Austro-Węgier[1].
- 19 czerwca — Maksymilian I, cesarz Meksyku, został rozstrzelany[2].

## Urodzili się
- 1 grudnia — Ignacy Mościcki, prezydent RP[3].
- 5 grudnia Józef Piłsudski, marszałek, naczelnik państwa[4].

## Zmarli
- 19 stycznia — James Dixon Roman, amerykański polityk[5].
- 17 maja — Shinsaku Takasugi, samuraj[6].
- 3 czerwca — Richard Spaight Donnell, amerykański polityk[7].
- 3 sierpnia — Faustin Soulouque, cesarz Haiti[8].
- 29 września — Sterling Price, amerykański prawnik, polityk i generał[9].